# Hot Wheels Turbo Racing
 (juillet 2019).
Si vous disposez d'ouvrages ou d'articles de référence ou si vous connaissez des sites web de qualité traitant du thème abordé ici, merci de compléter l'article en donnant les références utiles à sa vérifiabilité et en les liant à la section « Notes et références ».
Hot Wheels Turbo Racing est un jeu vidéo de course sorti en 1999 sur PlayStation et Nintendo 64. Le jeu a été développé par Stormfront Studios et édité par Electronic Arts.